# Андрейс
Андрейс (итал. Andreis) — коммуна в Италии, располагается в регионе Фриули-Венеция-Джулия, в провинции Порденоне.
Население составляет 301 человек (2008 г.), плотность населения составляет 12 чел./км². Занимает площадь 26 км². Почтовый индекс — 33080. Телефонный код — 0427.
Покровительницей коммуны почитается Пресвятая Богородица (Madonna delle Grazie), празднование 8 сентября.

## Демография
Динамика населения:

## Администрация коммуны
- Официальный сайт: http://www.comune.andreis.pn.it/index.html